# خط آی‌آرتی نیو لوتز
خط آی‌آرتی نیو لوتز (انگلیسی: IRT New Lots Line) یکی از خط‌های متروی نیویورک سیتی در بخش بروکلین است.
این خط که در سال ۱۹۲۰ تأسیس شده دارای ۷ ایستگاه و ۷٫۹ کیلومتر طول است.

## نگارخانه

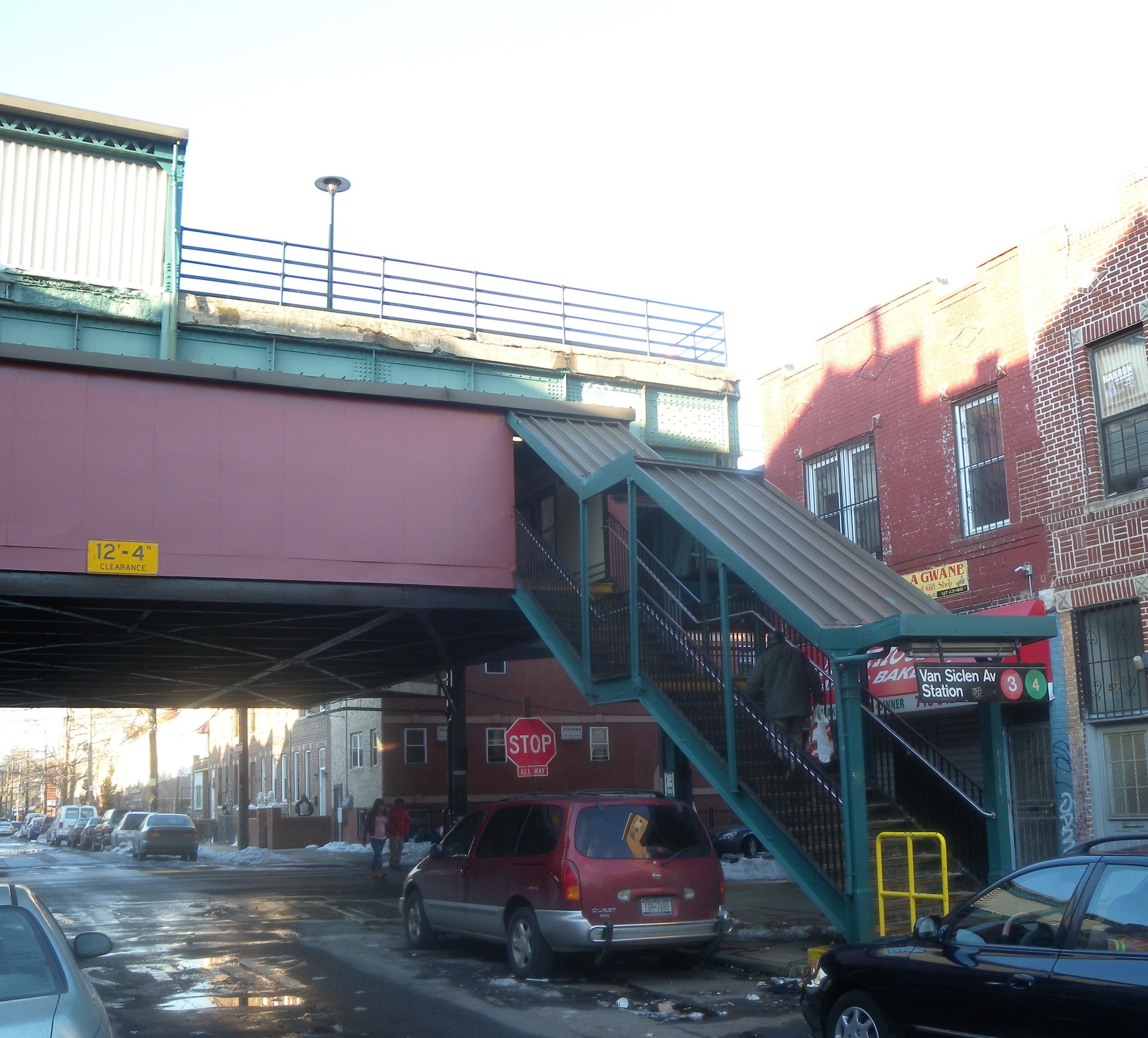
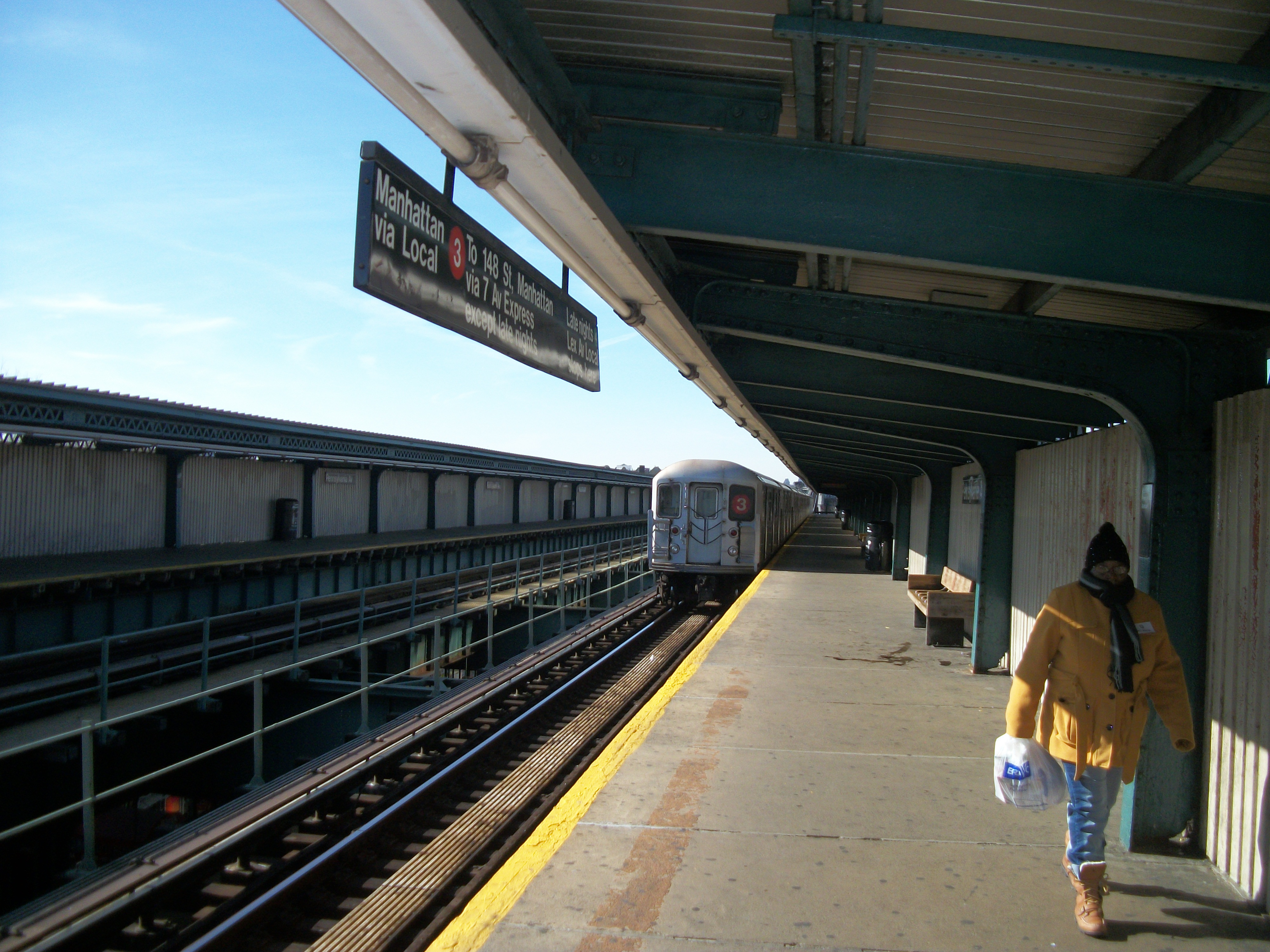
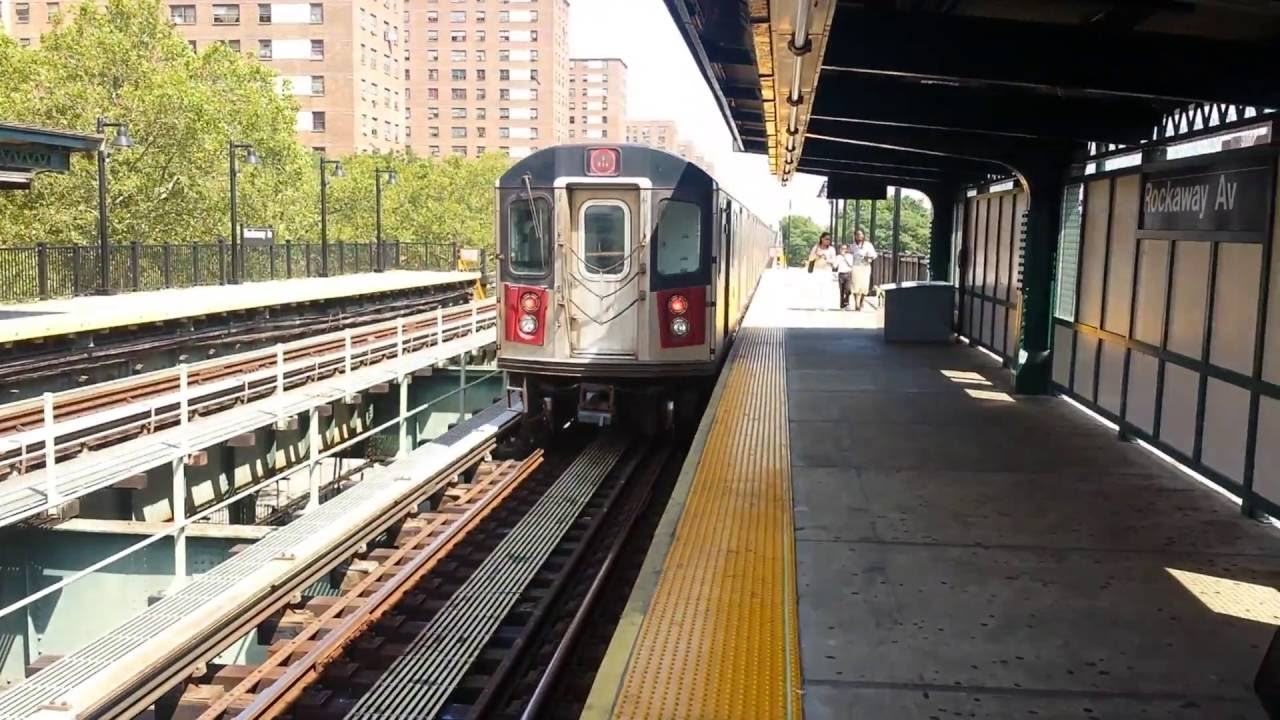
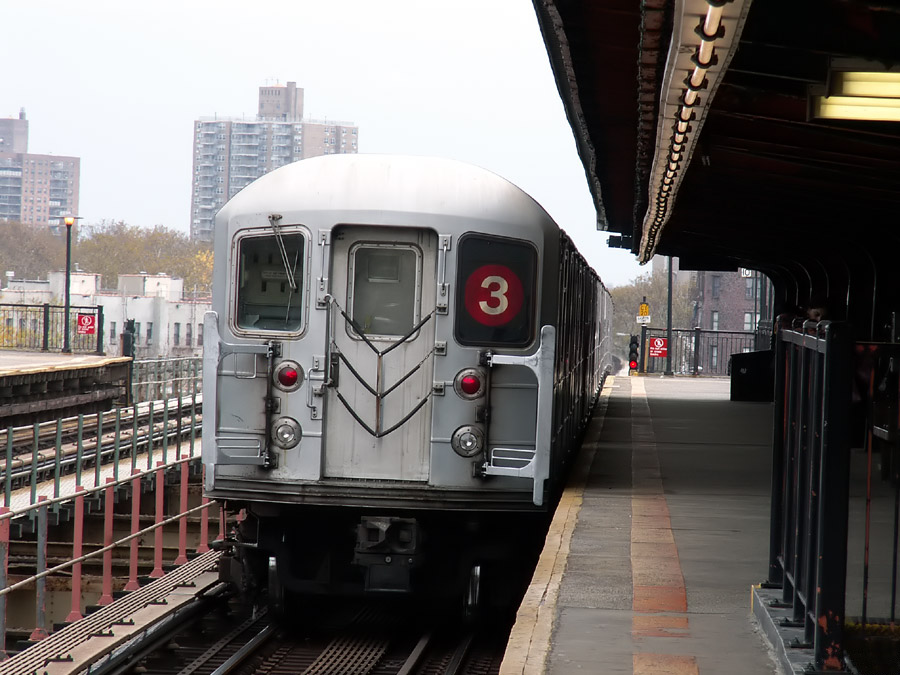